# Navarra Indoor Athletics
El Navarra Indoor Athletics es una competición de atletismo en pista cubierta que tuvo lugar el 29 de diciembre de 2023 creada ex profeso para servir de evento de la categoría challenger del World Athletics Indoor Tour 2024.
La competición tuvo lugar en el estadio multiusos Navarra Arena, un pabellón que en su configuración de frontón u ocupación de la pista central puede albergar a entre 3000 y 5000 espectadores.
El evento, enmarcado en la conmemoración del centésimo aniversario de la Federación Navarra de Atletismo, congregó a poco más de 4000 espectadores, convirtiéndolo en el evento de atletismo en pista cubierta con mayor asistencia de España.
La organización espera mantener la competición dentro del calendario de encuentros del World Athletics Indoor Tour en los siguientes años.

## Competiciones

### Exhibición
| - 60 metros sub-16 - 60 metros sub-18 | - 60 metros sub-20 - 60 metros adaptados | - 60 metros - 20×60 metros sub-14 |

### Competiciónchallenger

#### Masculino
| - 60 metros - 60 metros valla | - Salto de longitud | - Triple salto |

#### Femenino
| - 60 metros - 60 metros valla | - Salto de longitud | - Salto con pértiga |

## Resultados

### Masculino

#### 60 metros
| Pos. | Atleta                | País          | Marca |
| ---- | --------------------- | ------------- | ----- |
| 1    | Tiam Whelpton         | Nueva Zelanda | 6,66  |
| 2    | Ricardo Sánchez Pérez | España        | 6,69  |
| 3    | Bernat Canet Vidal    | España        | 6,72  |
| 4    | Sergio López Barranco | España        | 6,73  |
| 5    | Mario López Moure     | España        | 6,75  |

#### 60 metros vallas
| Pos. | Atleta               | País         | Marca |
| ---- | -------------------- | ------------ | ----- |
| 1    | Job Geerds           | Países Bajos | 7,64  |
| 2    | Dimitri Bascou       | Francia      | 7,65  |
| 3    | John Cabang          | Filipinas    | 7,80  |
| 4    | Daniel Cisneros Alba | España       | 7,91  |
| 5    | Koen Smet            | Países Bajos | 7,94  |

#### Salto de longitud
| Pos. | Atleta                 | País     | Marca |
| ---- | ---------------------- | -------- | ----- |
| 1    | Jaime Guerra Alejandre | España   | 7,91  |
| 2    | Maximilian Entholzner  | Alemania | 7,85  |
| 3    | Iker Arotzena Indo     | España   | 7,62  |
| 4    | Eusebio Cáceres        | España   | 7,60  |

#### Triple salto
| Pos. | Atleta                | País     | Marca |
| ---- | --------------------- | -------- | ----- |
| 1    | Andy Díaz             | Italia   | 16,90 |
| 2    | Tiago Pereira         | Portugal | 16,90 |
| 3    | Nikós Andrikópulos    | Grecia   | 16,13 |
| 4    | Eugenio Cámara Mane   | España   | 14,70 |
| -    | Adem Boulbani         | Argelia  | SM    |
| -    | Eneko Carrascal Korta | España   | SM    |

### Femenino

#### Salto con pértiga
| Pos. | Atleta                | País            | Marca |
| ---- | --------------------- | --------------- | ----- |
| 1    | Andrea San José López | España          | 4,40  |
| 2    | Ana Carrasco García   | España          | 4,30  |
| 2    | Aslín Quiala          | Cuba            | 4,30  |
| 4    | Roberta Bruni         | Italia          | 4,30  |
| 5    | Malen Ruiz de Azúa    | España          | 4,20  |
| 6    | Nikola Pöschlová      | República Checa | 4,10  |
| 7    | Maialen Axpe          | España          | 4,10  |

#### 60 metros
| Pos. | Atleta                  | País         | Marca |
| ---- | ----------------------- | ------------ | ----- |
| 1    | Demi van den Wildenberg | Países Bajos | 7:38  |
| 2    | Sina Mayer              | Alemania     | 7:45  |
| 3    | Carmen Marco            | España       | 7:46  |
| 4    | Kristen Radukanova      | Bulgaria     | 7:47  |
| 5    | Iratxe Sarasola Higuero | España       | 7:69  |

#### 60 metros vallas
| Pos. | Atleta                       | País            | Marca |
| ---- | ---------------------------- | --------------- | ----- |
| 1    | Nika Glojnarič               | Eslovenia       | 8:18  |
| 2    | Helena Jiranová              | República Checa | 8:22  |
| 3    | Claudia Villalante Zalduendo | España          | 8:33  |
| 4    | Olimpia Barbosa              | Portugal        | 8:39  |
| -    | Paula Blanquer Iglesias      | España          | AB    |

#### Salto de longitud
| Pos. | Atleta           | País     | Marca |
| ---- | ---------------- | -------- | ----- |
| 1    | María Vicente    | España   | 6,63  |
| 2    | Fátima Diame     | España   | 6,55  |
| 3    | Tessy Ebosele    | España   | 6,38  |
| 4    | Jessica Barreira | Portugal | 5,92  |

### Acta de resultados oficial
- Navarra Indoor Athletics (29 de diciembre de 2023). «Navarra Indoor Athletics - NAVARRA ARENA, viernes 29 diciembre 2023 - ACTA POR SESIÓN». Consultado el 5 de enero de 2024.